# Anomala tetracrana
Anomala tetracrana är en skalbaggsart som beskrevs av Ohaus 1916. Anomala tetracrana ingår i släktet Anomala och familjen Rutelidae. Inga underarter finns listade i Catalogue of Life.